# Lost Boys
"Lost Boys" é um single da banda de rock finlandesa The 69 Eyes, lançado em 2004.
A canção foi um grande sucesso na Finlândia, onde alcançou a primeira posição na parada. Este foi o segundo single da banda a alcançar o primeiro lugar, precedido pelo single "Dance D'Amour". O vídeo musical foi dirigido por Bam Margera e mostra a banda tocando em uma caverna, mostrando vários locais de Hollywood e várias referências ao famoso filme de vampiros da década de 1980, The Lost Boys.

## Faixas
CD Single
| N.º | Título      | Duração |  |
| 1.  | "Lost Boys" | 3:22    |  |

## Desempenho
| Parada musical (2004/2005)          | Melhor posição |
| ----------------------------------- | -------------- |
| Alemanha (Germany Top 100 Singles)  | 77             |
| Finlândia (Suomen virallinen lista) | 1              |